# Wolne Polskie Słowo
Wolne Polskie Słowo – dwutygodnik ukazujący się w Paryżu w latach 1887–1899, drukowany w drukarni Adolfa Reiffa. Pismo było organem Ligi Polskiej, redagowane było przez Zygmunta Miłkowskiego w Genewie, który podpisywał się pseudonimem M . X. J. Witkowski.
Zajmowało się organizację składek na Skarb Narodowy i życiem emigracji, drukowało korespondencje z trzech zaborów. Do Królestwa Polskiego przemycane nielegalnie.